# Cecalyphum calycinum
Cecalyphum calycinum là một loài rêu trong họ Dicranaceae. Loài này được Hedw. P. Beauv. mô tả khoa học đầu tiên năm 1805.